# Sami Sharaf
Sami Sharaf (Heliópolis, 20 de abril de 1929 - El Cairo, 23 de enero de 2023) fue un militar egipcio que ocupó varios cargos durante la presidencia de Gamal Abdel Nasser. Sus funciones públicas terminaron en mayo de 1971 cuando fue arrestado y luego encarcelado por las autoridades egipcias en el período de Anwar el-Sadat.

## Primeros años
Sharaf nació en Heliópolis (El Cairo) el 20 de abril de 1929. Su padre era médico. Se graduó de la Academia Militar en febrero de 1949. Uno de sus maestros en la academia fue Gamal Abdel Nasser.
Después de su graduación, Sharaf se unió al ejército. En enero de 1953 fue arrestado en la represión de la artillería y encarcelado. 

## Carrera y actividades
Después de ser liberado, comenzó a trabajar en la unidad de inteligencia militar. Sharaf era el jefe de la Oficina Presidencial. El 28 de septiembre de 1961, fue nombrado ministro de estado para asuntos presidenciales. Fue miembro de la Unión Socialista Árabe y formó parte de su unidad secreta, la Vanguardia Socialista, también llamada Organización Vanguard. La unidad se estableció en 1963 y estaba encabezada por Sharaf y Sharawi Gomaa. A partir de 1971, Sharaf era uno de los diez miembros del secretariado de Vanguard.
Sharaf se desempeñó como Ministro de Estado hasta el 13 de mayo de 1971, cuando renunció. Poco después de su renuncia, fue arrestado debido a su presunta participación en un golpe planeado para derrocar a Anwar el-Sadat. Fue condenado a muerte, pero en diciembre de 1971 su sentencia fue reducida a cadena perpetua. Fue liberado de la prisión el 15 de mayo de 1981. Sharaf fue uno de los cofundadores del Partido Nasserista Democrático Árabe, pero luego lo dejó.
Sharaf era anticomunista y apoyó el establecimiento de un estado capitalista. Sin embargo, se consideró que era un agente soviético desde 1955. Tras su destitución de su cargo en 1971, Ashraf Marwan, yerno de Nasser y oficial de inteligencia que trabajaba para Sharaf, fue encargado de coordinar los asuntos de inteligencia. Sharaf publicó un libro sobre sus memorias, Sanawat wa ayam ma´Jamal ´Abd al Nasir: Shahadat Sami Sharaf, en 2006.

## Vida personal y muerte
Sami Sharaf estaba casado y tenía cuatro hijos. Murió el 23 de enero de 2023 a la edad de 93 años.